# Ormosia hartigi
Ormosia hartigi är en tvåvingeart som beskrevs av Mendl 1973. Ormosia hartigi ingår i släktet Ormosia och familjen småharkrankar. Inga underarter finns listade i Catalogue of Life.